# الاستفتاء الرئاسي السوري 2000
الاستفتاء الرئاسي السوري 2000 أو الانتخابات الرئاسية في سورية 2000 والتي تمت في 10 تموز 2000، هي سادس انتخابات رئاسية في ظل الجمهورية الثانية بعد استلام حزب البعث للسلطة في البلاد، وأول انتخابات تسفر عن فوز بشار الأسد إمام نظيره عبدالحليم خدام بالرئاسة، تمت إثر تعديل دستوري ليتمكن من الترشح بعد شهر من شغور منصب الرئاسة وإحالته لنائب الرئيس عبد الحليم خدام إثر وفاة حافظ الأسد.

## النتائج
| الاختيار       | الأصوات   | %      |
| -------------- | --------- | ------ |
| بشار الأسد     | 8,689,871 | 94.55% |
| عبدالحليم خدام | 241,752   | 5.45%  |
| المجموع        | 8,931,623 | 100    |